# رانیگات
رانیگات (اردو: رانی گٹ ) مجموعه ای از ویرانه‌های بودایی قرن دوم پس از میلاد است که در مساحتی به وسعت ۴ کیلومتر مربع که مربوط به تمدن گانهارا است، گسترده شده‌است. رانیگات در دره بونر در استان خیبر پختونخوا پاکستان واقع شده‌است.
به گفته باستان شناسان، رانیگات برای قرن‌ها مرکز هنر و فرهنگ بودایی باقی ماند. رانیگات، بخش مشهوری از فولکلور بوده‌است و آهنگ‌ها و داستان‌هایی در مورد آن نوشته شده‌است.
رانی گات (به زبان پشتو ملکه سنگ‌ها) یک مکان باستانی بودایی ۲۵۰۰ ساله متعلق به تمدن گانداهارا است که در ناحیه بونر خیبر پختونخوا، پاکستان واقع شده‌است. رانیاگوت گواه خوبی از گذشته بودایی این منطقه است. این سایت در بالای یک تپه قرار دارد که با بالا رفتن از پله‌های ساخته شده توسط ژاپنی‌ها قابل دسترسی است. جاذبه‌های اصلی عبارتند از؛ استوپاس، صخره‌ای بزرگ که توسط مردم باستان در فاصله‌ای نصب شده و احتمالاً از آن استفاده می‌کردند. شهر یا شهرک به زیبایی طراحی شده و از سنگ‌های کوه‌های محلی به‌طور گسترده استفاده شده‌است.

## دسترسی
این سایت در روستای نوگرام در منطقه بونر واقع شده‌است و می‌توان از طریق یک جاده کوچک از نوگرام به آنجا رسید.

## حفاظت
این سایت تحت حفاری توسط یک تیم مشترک یونسکو و ژاپن از دهه ۱۹۸۰، دارای مسائل مربوط به خرابکاری بوده‌است. این سایت اکنون تحت نظارت است و توسط یک حصار سیم خاردار احاطه شده‌است.
این سایت در ۳۰ ژانویه ۲۰۰۴ در رده فرهنگی به فهرست موقت میراث جهانی یونسکو اضافه شد.